# Kaló Chorío
Kaló Chorío är en ort i Cypern.   Den ligger i distriktet Eparchía Lefkosías, i den centrala delen av landet, 30 km väster om huvudstaden Nicosia. Kaló Chorío ligger 163 meter över havet och antalet invånare är 2 305. Den ligger på ön Cypern.
Terrängen runt Kaló Chorío är huvudsakligen platt, men norrut är den kuperad.Trakten runt Kaló Chorío är ganska tätbefolkad, med 90 invånare per kvadratkilometer. Närmaste större samhälle är Mórfou, 6,6 km sydväst om Kaló Chorío. Trakten runt Kaló Chorío består till största delen av jordbruksmark.